# Stockholm Records
Stockholm Records es una subsidiaria sueca de Universal Music Group, fundada en 1992, y conocida por firmar con músicos tales como Army of Lovers y E-Type.

## Visión general
La compañía fue lanzada originalmente en 1992 como una discográfica independiente por sus fundadores suecos Ola Håkansson y Alexander Bard en asociación con el distribuidor oficial e inversor Polygram en Londres.
Håkansson y Bard llevaron la compañía durante los primeros seis años, alcanzando éxito global con artistas de ventas multiplatino como Army of Lovers, The Cardigans, A-Teens, E-Type y Lisa Miskovsky. Otra firma notable durante este periodo fue Johan Renck, que firmó originalmente bajo el nombre artístico Stakka Bo pero más tarde se hizo mucho más famoso como director de vídeos musicales, trabajando para artistas como Madonna, Beyoncé y Robbie Williams. Johan Lagerlöf también produjo y gestionó para el sello.
Håkansson y Bard vendieron sus acciones en Stockholm Records a Universal Music Group en 1998, antes de que la compañía fuera archivada en Universal Music como un sello boutique.
Stockholm Records ha estado frecuentemente referida como un modelo para otras compañías de producción musical en Europa continental, con la exitosa compañía danesa  dominante en el mercado Copenhagen Records y las potencias de producción suecas Cheiron y Murlyn Music Group como obvios ejemplos.
- Datos: Q4779509
- Multimedia: Stockholm Records / Q4779509